# Cantone di Chasseneuil-du-Poitou
Il Cantone di Chasseneuil-du-Poitou è una divisione amministrativa dell'Arrondissement di Poitiers.
È stato istituito a seguito della riforma dei cantoni del 2014, che è entrata in vigore con le elezioni dipartimentali del 2015.

## Composizione
Comprende i comuni di:
- Bignoux
- Bonnes
- La Chapelle-Moulière
- Chasseneuil-du-Poitou
- Jardres
- Lavoux
- Liniers
- Montamisé
- Pouillé
- Saint-Julien-l'Ars
- Savigny-Lévescault
- Sèvres-Anxaumont
- Tercé